# Campeonato de Europa de patinaje de velocidad en línea 2013
El Campeonato de Europa de patinaje de velocidad en línea de 2013 tuvo lugar del 29 de junio al 6 de julio, disputándose en la localidad neerlandesa de Almere. Fue la tercera ocasión en la que Países Bajos organizó el campeonato tras las ediciones de 2004 y 2011.
Los participantes más exitosos fueron Manon Kamminga con siete medallas de oro en mujeres y Ronald Mulder con cuatro medallas de oro en hombres.

## Mujeres
| Distancia                   | Oro                                                                                 | Plata                                                                        | Bronce                                                                       |
| Pista                       | Pista                                                                               | Pista                                                                        | Pista                                                                        |
| --------------------------- | ----------------------------------------------------------------------------------- | ---------------------------------------------------------------------------- | ---------------------------------------------------------------------------- |
| 200 m Vuelta Lanzada        | Manon Kamminga                                                                      | Laethisia Schimek                                                            | Erika Zanetti                                                                |
| 300 m Sprint Individual     | Laethisia Schimek                                                                   | Erika Zanetti                                                                | Jana Gegner                                                                  |
| 500 m Sprint                | Laethisia Schimek                                                                   | Erika Zanetti                                                                | Jana Gegner                                                                  |
| 1.000 m Sprint              | Manon Kamminga                                                                      | Andrea Trafeli                                                               | Jana Gegner                                                                  |
| 10.000 m Puntos/Eliminación | Irene Schouten                                                                      | Mareike Thum                                                                 | Justine Halbout                                                              |
| 10.000 m Eliminación        | Manon Kamminga                                                                      | Justine Halbout                                                              | Sabine Berg                                                                  |
| 3.000 m Relevos             | Países Bajos · Bianca Roosenboom · Manon Kamminga · Irene Schouten · Elma de Vries  | Alemania · Laethisia Schimek · Sabine Berg · Mareike Thum · Katharina Rumpus | Italia · Erika Zanetti · Sofia D'Annibale · Andrea Trafeli · Desire Contenti |
| Ruta                        |                                                                                     |                                                                              |                                                                              |
| 200 m Sprint Individual     | Erika Zanetti                                                                       | Laethisia Schimek                                                            | Jana Gegner                                                                  |
| 500m Sprint                 | Erika Zanetti                                                                       | Laethisia Schimek                                                            | Sheila Posada                                                                |
| 10.000 m Puntos             | Elma de Vries                                                                       | Federica di Natale                                                           | Irene Schouten                                                               |
| 15.000 m Eliminación        | Manon Kamminga                                                                      | Sabine Berg                                                                  | Justine Halbout                                                              |
| 5.000 m Relevos             | Países Bajos · Mannon Kamminga · Elma de Vries · Bianca Roosenboom · Irene Schouten | Alemania · Jana Gegner · Laethisia Schimek · Sabine Berg · Katharina Rumpus  | Italia · Erika Zanetti · Sofia D'Annibale · Andrea Trafeli · Desire Contenti |
| Larga distancia             |                                                                                     |                                                                              |                                                                              |
| 42.195 m Marathon           | Elma de Vries                                                                       | Katharina Rumpus                                                             | Manon Kamminga                                                               |

## Hombres
| Distancia                   | Oro                                                                              | Plata                                                                        | Bronce                                                                          |
| Pista                       | Pista                                                                            | Pista                                                                        | Pista                                                                           |
| --------------------------- | -------------------------------------------------------------------------------- | ---------------------------------------------------------------------------- | ------------------------------------------------------------------------------- |
| 200 m Vuelta Lanzada        | Ronald Mulder                                                                    | Andrea Angeletti                                                             | Darren de Souza                                                                 |
| 300 m Sprint                | Ioseba Fernández                                                                 | Darren de Souza                                                              | Ronald Mulder                                                                   |
| 500 m Sprint                | Michel Mulder                                                                    | Nicolas Pelloquin                                                            | Andrea Angeletti                                                                |
| 1.000 m Sprint              | Lorenzo Cassioli                                                                 | Fabio Francolini                                                             | Mark Horsten                                                                    |
| 10.000 m Puntos/Eliminación | Patxi Peula                                                                      | Felix Rijhnen                                                                | Crispijn Ariens                                                                 |
| 15.000 m Eliminación        | Fabio Francolini                                                                 | Alexis Contin                                                                | Patxi Peula                                                                     |
| 3.000 m Relevos             | Italia · Fabio Francolini · Andrea Angeletti · Giacomo Cuncu · Lorenzo Cassioli  | Bélgica · Jore van den Berghe · Niels Provoost · Tim Sibiet · Maarten Swings | Países Bajos · Michel Mulder · Crispijn Ariens · Mark Horsten · Lars Scheenstra |
| Ruta                        |                                                                                  |                                                                              |                                                                                 |
| 200 m Sprint Individual     | Ronald Mulder                                                                    | Andrea Angeletti                                                             | Darren de Souza                                                                 |
| 500m Sprint                 | Ioseba Fernández                                                                 | Darren de Souza                                                              | Ronald Mulder                                                                   |
| 10.000 m Puntos             | Crispijn Ariens                                                                  | Jan Blokhuijsen                                                              | Patxi Peula                                                                     |
| 20.000 m Eliminación        | Fabio Francolini                                                                 | Ewen Fernandez                                                               | Patxi Peula                                                                     |
| 5.000 m Relevos             | Países Bajos · Ronald Mulder · Michel Mulder · Crispijn Ariens · Lars Scheenstra | Francia Gwendal Le Pivert Nicolas Pelloquin Nolan Beddiaf Ewen Fernandez     | España · Ioseba Fernández · Patxi Peula · Iñigo Vidondo                         |
| Larga distancia             |                                                                                  |                                                                              |                                                                                 |
| 42.195 m Marathon           | Bart Swings                                                                      | Alexis Contin                                                                | Fabio Francolini                                                                |

## Mixto
| Distancia       | Oro                                                                               | Plata                                                                          | Bronce                                                                  |
| Pista           | Pista                                                                             | Pista                                                                          | Pista                                                                   |
| --------------- | --------------------------------------------------------------------------------- | ------------------------------------------------------------------------------ | ----------------------------------------------------------------------- |
| 4.000 m Relevos | Países Bajos · Manon Kamminga · Ronald Mulder · Bianca Roosenboom · Michel Mulder | Italia · Erika Zanetti · Fabio Francolini · Desire Contenti · Andrea Angeletti | España · Sheila Posada · Patxi Peula · Saray Narváez · Ioseba Fernández |

## Medallero
| Platz | País         | Oro | Plata | Bronce | Total |
| ----- | ------------ | --- | ----- | ------ | ----- |
| 1.    | Países Bajos | 15  | 2     | 6      | 23    |
| 2.    | Italia       | 6   | 7     | 5      | 18    |
| 3.    | España       | 3   | 1     | 6      | 10    |
| 4.    | Alemania     | 2   | 9     | 5      | 16    |
| 5.    | Bélgica      | 1   | 1     | 0      | 2     |
| 6.    | Francia      | 0   | 7     | 5      | 12    |